# Erlauchtkrone

Erlauchtkrone

Die Erlauchtkrone besteht aus einem goldenen Stirnreif, auf dem eine Purpurmütze mit Hermelinschwänzchen verschönt und von goldenen Blättern umgeben ist. Sie ist eine deutsche Rangkrone. Bis 1806 war sie reichsständischen Familien vorbehalten oder jenen, die „Erlauchte“ waren. Sichtbar sind fünf Blattzinken und vier kleine Perlenzinken. Die Kronenmütze hat oben mittig eine Quaste.